# Arcuatitibia
Arcuatitibia is een geslacht van wantsen uit de familie van de Reduviidae (Roofwantsen). Het geslacht werd voor het eerst wetenschappelijk beschreven door Z.H. Luo in Lu & Cai.

## Soorten
Het genus bevat de volgende soort:

- Arcuatitibia kerzhneri Z.H. Luo, Lu & Cai, 2009